# Mistrzostwa Azji w Lekkoatletyce 1981
4. Mistrzostwa Azji w Lekkoatletyce – zawody lekkoatletyczne, które odbyły się w 1981 roku w Tokio.

## Rezultaty

### Mężczyźni
| Konkurencja                   | Złoto                  | Złoto    | Srebro                | Srebro   | Brąz                    | Brąz     |
| Bieg na 100 m                 | Suchart Chairsuvaparb  | 10.52    | Yuan Guoqiang         | 10.69    | Sumet Promna            | 10.74    |
| Bieg na 200 m                 | Toshio Toyota          | 20.99    | Sumet Promna          | 21.16    | Hirohito Yamazaki       | 21.23    |
| Bieg na 400 m                 | Takayuki Isobe         | 46.72    | Eiji Natori           | 46.92    | Aouf Abdulrahman Yousef | 47.22    |
| Bieg na 800 m                 | Abraham Rajan          | 1.50.21  | Khalid Khalifa        | 1.50.37  | Takatsune Teranishi     | 1:50.62  |
| Bieg na 1500 m                | Takashi Ishii          | 3:50.63  | Sukhwant Singh        | 3.51.88  | Sant Kumar              | 3.52.12  |
| Bieg na 5000 m                | Gopal Singh Saini      | 13:52.22 | Yasunori Watanabe     | 13:55.62 | Park Won-keun           | 13:57.33 |
| Bieg na 10 000 m              | Kunimitsu Ito          | 28:53.29 | Tatsuya Moriguchi     | 29:24.77 | Kazuyoshi Kudo          | 29:30.25 |
| Bieg na 110 m przez płotki    | René Djédjémel Mélédjé | 14.14    | Ikechukwu Mbadugha    | 14.47    | Satbir Singh            | 14.89    |
| Bieg na 400 m przez płotki    | Takashi Nagao          | 50.32    | Shigenori Ohmori      | 50.71    | Yukihiro Yoshimatsu     | 51.35    |
| Bieg na 3000 m z przeszkodami | Masanari Shintaku      | 8.29.09  | Gopal Singh Saini     | 8.30.88  | Anokh Singh             | 8:52.67  |
| Sztafeta 4 x 100 m            | Japonia                | 39.86    | Tajlandia             | 40.36    | Korea Południowa        | 40.56    |
| Sztafeta 4 x 400 m            | Japonia                | 3:07.06  | Irak                  | 3:10.10  | Indie                   | 3:10.54  |
| Chód na 20 km                 | Chand Ram              | 1:34:08  | Ranjit Singh          | 1:35.20  | Vellasamy Subramaniam   | 1:37.32  |
| Skok wzwyż                    | Zhu Jianhua            | 2.30     | Takao Sakamoto        | 2.24     | Shuji Ujino             | 2.21     |
| Skok o tyczce                 | Tomomi Takahashi       | 5.20     | Rihan Ali Rihan Obeid | 4.40     | Abdullah Awadh          | 4.20     |
| Skok w dal                    | Liu Yuhuang            | 8.05     | Junichi Usui          | 7.94     | Toshihisa Yoshimoto     | 7.71     |
| Trójskok                      | Zhou Zhenxian          | 17.05    | Masami Nakanishi      | 16.61    | Yasushi Ueta            | 16.10    |
| Pchnięcie kulą                | Mohammed Al-Zinkawi    | 17.87    | Bahadur Singh Chouhan | 17.38    | Vijay Bahadur           | 16.71    |
| Rzut dyskiem                  | Li Weinan              | 53.30    | Michio Kita           | 51.76    | Raghubir Singh Bal      | 50.04    |
| Rzut młotem                   | Shigenobu Murofushi    | 69.62    | Masayuki Kawata       | 66.84    | Nobuyuki Ifuku          | 65.98    |
| Rzut oszczepem                | Shen Maomao            | 85.40    | Yoshinori Kuriyama    | 78.56    | Masami Yoshida          | 74.42    |
| Dziesięciobój                 | Sabir Ali              | 7253     | Nobuya Saito          | 7078     | Zu Qilin                | 7074     |

### Kobiety
| Konkurencja                | Złoto            | Złoto   | Srebro            | Srebro  | Brąz                  | Brąz    |
| Bieg na 100 m              | Yukiko Osako     | 11.91   | Usanee Laopinkarn | 11.97   | Emiko Konishi         | 12.02   |
| Bieg na 200 m              | Emiko Konishi    | 24.46   | Tomi Osaka        | 24.52   | Lydia de Vega         | 24.54   |
| Bieg na 400 m              | Junko Yoshida    | 54.89   | Lydia de Vega     | 55.29   | Saik Oik Cum          | 55.62   |
| Bieg na 800 m              | Geeta Zutshi     | 2.08.13 | Kumiko Mega       | 2.09.86 | Kim Soon-hwa          | 2.10.41 |
| bieg na 1500 m             | Zhang Xiunen     | 4.27.11 | Geeta Zutshi      | 4.28.98 | Kim Soon-hwa          | 4.30.81 |
| Bieg na 3000 m             | Akemi Masuda     | 9:18.17 | Nanae Sasaki      | 9.41.85 | Jiang Zhourong        | 9.48.07 |
| Bieg na 100 m przez płotki | Emi Akimoto      | 13.78   | Dai Jianhua       | 13.98   | Noriko Ehara          | 14.09   |
| Bieg na 400 m przez płotki | Yumiko Aoi       | 59.26   | Hu Aiping         | 60.68   | Manathoor D. Valsamma | 61.16   |
| Sztafeta 4 x 100 m         | Japonia          | 45.70   | Tajlandia         | 46.43   | Korea Południowa      | 47.85   |
| Sztafeta 4 x 400 m         | Malezja          | 3:46.36 | Filipiny          | 3:55.60 | Indie                 | 3:59.80 |
| Skok wzwyż                 | Hisayo Fukumitsu | 1.93    | Zheng Dazhen      | 1.84    | Megumi Sato           | 1.81    |
| Skok w dal                 | Wu Feng          | 5.97    | Atsuko Adada      | 5.93    | Mercy Matthews        | 5.91    |
| Pchnięcie kulą             | Shen Lijuan      | 17.75   | Kayoko Hayashi    | 15.66   | Yukari Seo            | 15.18   |
| Rzut dyskiem               | Li Xiaohui       | 59.10   | Harumi Suzuki     | 48,86   | Reiko Honma           | 48.00   |
| Rzut oszczepem             | Tang Guoli       | 61.64   | Naomi Shibusawa   | 57.08   | Kanae Takahashi       | 56.16   |
| Siedmiobój                 | Ye Peisu         | 5445    | Tomoko Uchida     | 5254    | Zaiton Othman         | 4879    |

## Klasyfikacja medalowa
| Klasyfikacja medalowa | Klasyfikacja medalowa | Klasyfikacja medalowa | Klasyfikacja medalowa | Klasyfikacja medalowa | Klasyfikacja medalowa |
| --------------------- | --------------------- | --------------------- | --------------------- | --------------------- | --------------------- |
| Miejsce               | Kraj                  |                       |                       |                       |                       |
| 1                     | Japonia               | 18                    | 19                    | 14                    | 51                    |
| 2                     | Chiny                 | 11                    | 4                     | 2                     | 17                    |
| 3                     | Indie                 | 5                     | 5                     | 9                     | 19                    |
| 4                     | Tajlandia             | 1                     | 4                     | 1                     | 6                     |
| 5                     | Kuwejt                | 1                     | 1                     | 0                     | 2                     |
| 6                     | Malezja               | 1                     | 0                     | 3                     | 4                     |
| 7                     | Filipiny              | 0                     | 2                     | 1                     | 3                     |
| 8                     | Arabia Saudyjska      | 0                     | 1                     | 1                     | 2                     |
| 8                     | Irak                  | 0                     | 1                     | 1                     | 2                     |
| 10                    | Korea Południowa      | 0                     | 0                     | 5                     | 5                     |